# Krångfors

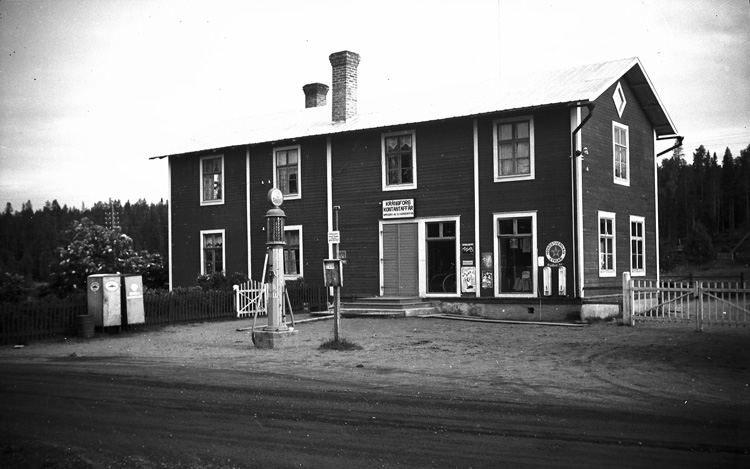
Krångfors Kontantaffär. Aktiv från 1908 till den brann ner 1965.

Krångfors är en by cirka 25 km väster om Skellefteå i Västerbottens län. Den ligger efter länsväg 791 i en gammal jordbruks- och fiskebygd. 
Namnet Krångfors kommer av den "krånga" = slingriga, smala fors som fanns här innan man dämde upp älven 1926-28. Den första bron, en enkel vidjebro, över Skellefteälven fanns här (tidigast dokumenterad 1609) genom att älven var så smal just vid forsen. Norr om bron byter byn namn till Forsbacka, och där ligger Krångfors kraftstation, det andra kraftverket i Skellefte älv (efter Finnfors), byggt 1926-28, fallhöjden utökad 1948 och 1973. 2013-15 gjordes en stor renovering av dammen där man bland annat sänkte utskovet och bytte en lucka. 

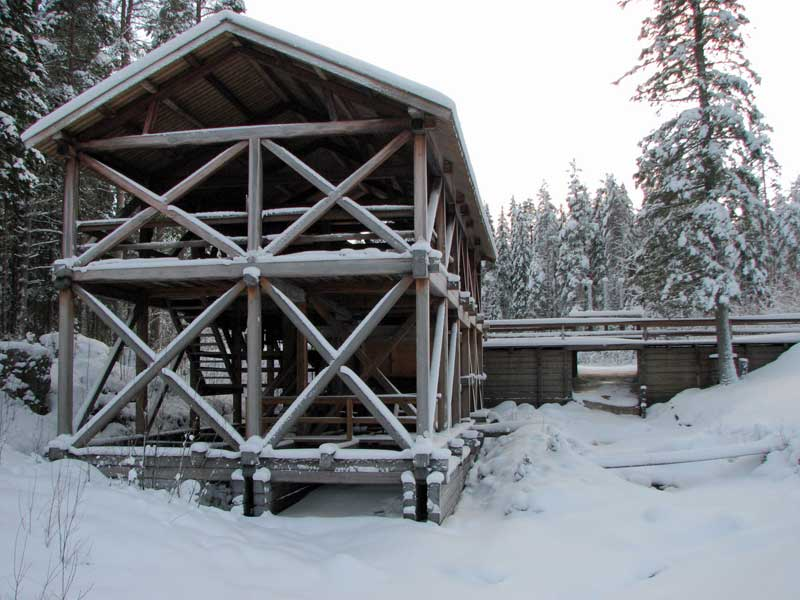
Krångfors vattensåg januari 2008.

Den vattendrivna ramsågen i Krångfors är den enda gamla vattensågen i Norden på ursprunglig plats och i stort sett i brukbart skick. Den är byggd 1867-68 och senast restaurerad 2002-2008, men ännu 2020 saknades några tekniska detaljer för att den ska kunna fungera fullt ut igen. 
Byn hade genom tillkomsten av järnvägslinjen Bastuträsk-Skelleftehamn och kraftverksbygge i början av 1900-talet en blomstringsperiod. Skolan, där barnen en period fick gå i skift för att rymmas, är numera byahus .